# كلود لامبي
كلود لامبي (بالإنجليزية: Claude Lambie)‏ هو لاعب كرة قدم بريطاني (وحمل سابقاً جنسية المملكة المتحدة لبريطانيا العظمى وأيرلندا) في مركز الهجوم، ولد في 1868 في غلاسكو في المملكة المتحدة، وتوفي في 1921. لعب مع نادي بيرنلي ونادي كلايد وThistle F.C. ‏.